# Thierry de Lynden
Pour les articles homonymes, voir Lynden (homonymie).
Thierry de Lynden (néerlandais: Dirk van Lynden), chevalier, vicomte de Dormaele, seigneur d'Hothey, Sart, St Gelly, Rochen, etc. fut Premier Conseiller et Maître d'Hôtel du Prince-évêque de Liège.

## Biographie
Thierry est le deuxième fils d'Étienne de Lynden de Mussenbergh (Steven van Lynden), membre de la Maison de Lynden et seigneur de Mussenberg (à Elst (Gueldre)), Walburg et Bronkhorst.
Il débuta ses études à l'université de Cologne, puis fut envoyé à l'université de Louvain avec Corneille de Berghes et Robert Ier de La Marck-Arenberg, frère d'Évrard IV de La Marck. Il rejoignit ensuite la cour d'Érard de La Marck, le Prince-évêque de Liège. Le 27 janvier 1520, il épouse la fille d'Évrard IV de La Marck, Catherine de la Marck.
Il accompagna le Prince-évêque au couronnement de Charles Quint à Aix-la-Chapelle.
Lorsque son ami d'université Corneille de Berghes fut désigné comme coadjuteur par Érard de La Marck, Thierry de Lynden, constatant la guerre qui faisait alors rage en Gueldres, prit la décision d'y vendre toutes ses possessions et de s’établir à Liège. Il acheta la terre de Mathivaux dite de la Boverie, entre autres rentes et terres.
Il accompagna Érard de La Marck à la Diète d'Augsbourg de 1530, puis au couronnement de Ferdinand Ier du Saint-Empire à Cologne.
Il participa peu après à la répression de la révolte des Rivageois.
En 1538, lorsqu'à la mort d'Érard de La Marck, Corneille de Berghes devint Prince-évêque, il nomma immédiatement Thierry de Lynden son Premier Conseiller et Maître d'Hôtel. Thierry de Lynden servit en cette qualité quatre Prince-évêques successifs: Corneille de Berghes, Georges d'Autriche, et Robert de Berghes, et Gérard de Groesbeek. Cependant, il se retira des affaires peu après l'accession de ce dernier.

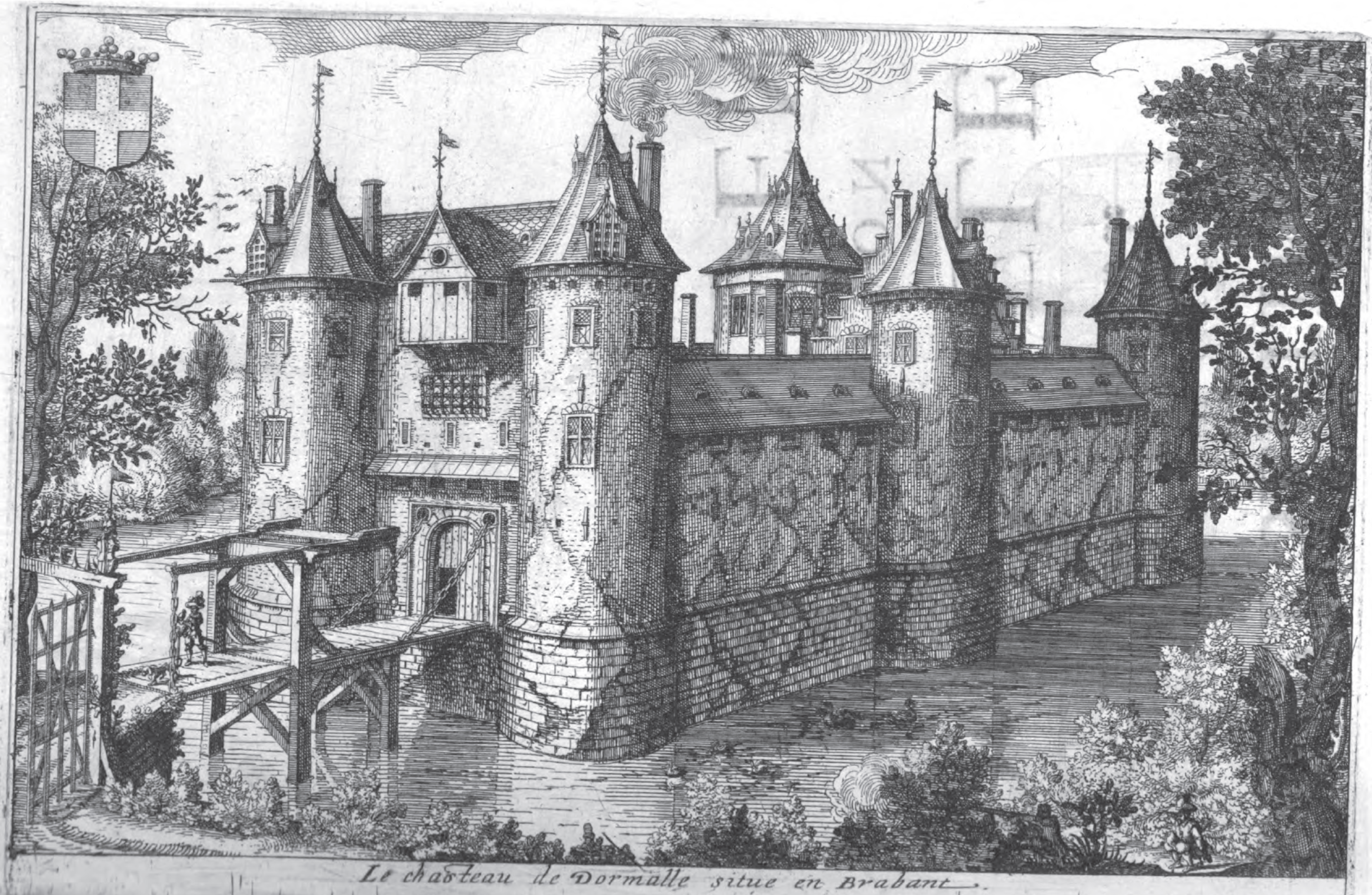
L'ancien chateau de Dormaele, aujourd'hui disparu.

En 1562, il acquit de Jean de Berghes, frère du Prince-évêque Robert, les terres et la seigneurie de la vicomté de Dormaal, en Brabant.
Il mourut à Louvain en 1566, et fut enterré dans l’église Saint-Pierre.
De son deuxième mariage avec Marie d'Elderen, il eut 7 enfants dont Herman de Lynden et Robert de Lynden.